# Gabrielle Belz
Gabrielle Belz es una inmunóloga molecular y viral australiana. Es miembro de la Facultad del Instituto Walter y Hall Eliza de Búsqueda Médica, dentro de la división de Inmunología Molecular. Belz ha hecho contribuciones importantes al entendimiento de funciones del sistema inmunitario, especialmente en relación con los caminos moleculares y celulares de respuesta inmune a virus. Su búsqueda se ha centrado en enfocar las señales del desarrollo inicial de inmunidad protectora en contra de las infecciones de patógeno, como gripe y virus del herpes simple. Esto incluye búsquedas de como las células citotóxicas T (un tipo de linfocito T que destruye viralmente a células infectadas y células de tumor) reconociendo y sacando infecciones virales de células del cuerpo que sigue a una infección. Las investigaciones de la descripción de los factores concretos y la respuesta durante la infección contribuirán hacia el desarrollo de plazo largo de vacunas para las enfermedades contagiosas, y el desarrollo de tratamientos mejores para enfermedades autoimmunes.

## Educación
Belz se entrenó como veterinaria y completó sus estudios de graduación en la Universidad de Queensland y graduándose con un Bachelor de Biología Veterinaria en 1990, luego un Bachelor de Ciencia Veterinaria con Honores de Clase en 1993. Completo un PhD en 1997 por la Universidad de Queensland. Siguiendo su PhD,  tomó una beca postdoctoral en inmunología viral con el Nobel profesor Peter Doherty en St Jude Hospital de Niños en Memphis, EE. UU. Regresó a Australia para tomar una posición con el Walter e Instituto Hall Eliza de Búsqueda Médica en 2000.

## Premios
En 2007, se le otorgó el Premio Burnet (reconociendo al virólogo australiano Macfarlane Burnet) por su búsqueda de como células dendríticas y células citotóxicas T trabajan juntas en defender el cuerpo de infecciones virales. En 2008, a Belz se le otorgó la Medalla Gottschalk por la Academia australiana de Ciencia por su contribución a una serie de descubrimientos pioneros iluminando como el sistema inmunitario trata a los virus. En 2012, se le otorgó el Premio NHMRC Elizabeth Blackburn (reconociendo al investigador biológico australiano-estadounidense y Nobel profesor Elizabeth Blackburn).

## Algunas publicaciones
- «Differential requirement for Nfil3 during NK cell development». Journal of Immunology 192 (6): 2667-76. marzo de 2014. PMID 24532575. doi:10.4049/jimmunol.1302605. «Differential requirement for Nfil3 during NK cell development». Journal of Immunology 192 (6): 2667-76. marzo de 2014. PMID 24532575. doi:10.4049/jimmunol.1302605.
- «The transcription factor T-bet is essential for the development of NKp46+ innate lymphocytes via the Notch pathway». Nature Immunology 14 (4): 389-95. abril de 2013. PMC 4076532. PMID 23455676. doi:10.1038/ni.2545. «The transcription factor T-bet is essential for the development of NKp46+ innate lymphocytes via the Notch pathway». Nature Immunology 14 (4): 389-95. abril de 2013. PMC 4076532. PMID 23455676. doi:10.1038/ni.2545.
- «Id2-mediated inhibition of E2A represses memory CD8+ T cell differentiation». Journal of Immunology 190 (9): 4585-94. mayo de 2013. PMC 3631715. PMID 23536629. doi:10.4049/jimmunol.1300099. «Id2-mediated inhibition of E2A represses memory CD8+ T cell differentiation». Journal of Immunology 190 (9): 4585-94. mayo de 2013. PMC 3631715. PMID 23536629. doi:10.4049/jimmunol.1300099.
- «CD8α+ DCs can be induced in the absence of transcription factors Id2, Nfil3, and Batf3». Blood 121 (9): 1574-83. febrero de 2013. PMID 23297132. doi:10.1182/blood-2012-07-445650. «CD8α+ DCs can be induced in the absence of transcription factors Id2, Nfil3, and Batf3». Blood 121 (9): 1574-83. febrero de 2013. PMID 23297132. doi:10.1182/blood-2012-07-445650.
- «An epigenetic silencing pathway controlling T helper 2 cell lineage commitment». Nature 487 (7406): 249-53. julio de 2012. PMID 22763435. doi:10.1038/nature11173. «An epigenetic silencing pathway controlling T helper 2 cell lineage commitment». Nature 487 (7406): 249-53. julio de 2012. PMID 22763435. doi:10.1038/nature11173.
- «Transcriptional programming of the dendritic cell network». Nature Reviews. Immunology 12 (2): 101-13. febrero de 2012. PMID 22273772. doi:10.1038/nri3149. «Transcriptional programming of the dendritic cell network». Nature Reviews. Immunology 12 (2): 101-13. febrero de 2012. PMID 22273772. doi:10.1038/nri3149.
- «Id2 expression delineates differential checkpoints in the genetic program of CD8α+ and CD103+ dendritic cell lineages». The EMBO Journal 30 (13): 2690-704. julio de 2011. PMC 3155298. PMID 21587207. doi:10.1038/emboj.2011.163. «Id2 expression delineates differential checkpoints in the genetic program of CD8α+ and CD103+ dendritic cell lineages». The EMBO Journal 30 (13): 2690-704. julio de 2011. PMC 3155298. PMID 21587207. doi:10.1038/emboj.2011.163.
- «Blimp-1 transcription factor is required for the differentiation of effector CD8(+) T cells and memory responses». Immunity 31 (2): 283-95. agosto de 2009. PMID 19664942. doi:10.1016/j.immuni.2009.06.021. «Blimp-1 transcription factor is required for the differentiation of effector CD8(+) T cells and memory responses». Immunity 31 (2): 283-95. agosto de 2009. PMID 19664942. doi:10.1016/j.immuni.2009.06.021.
- «Epidermal viral immunity induced by CD8alpha+ dendritic cells but not by Langerhans cells». Science 301 (5641): 1925-8. septiembre de 2003. PMID 14512632. doi:10.1126/science.1087576. «Epidermal viral immunity induced by CD8alpha+ dendritic cells but not by Langerhans cells». Science 301 (5641): 1925-8. septiembre de 2003. PMID 14512632. doi:10.1126/science.1087576.
- «Distinct migrating and nonmigrating dendritic cell populations are involved in MHC class I-restricted antigen presentation after lung infection with virus». Proceedings of the National Academy of Sciences of the United States of America 101 (23): 8670-5. junio de 2004. PMC 423253. PMID 15163797. doi:10.1073/pnas.0402644101. «Distinct migrating and nonmigrating dendritic cell populations are involved in MHC class I-restricted antigen presentation after lung infection with virus». Proceedings of the National Academy of Sciences of the United States of America 101 (23): 8670-5. junio de 2004. PMC 423253. PMID 15163797. doi:10.1073/pnas.0402644101.